# Nicky Monet
Nicky Monet es una presentadora de televisión, personalidad de reality shows y artista drag estadounidense. Es conocida por participar en una gran cantidad de programas de telerrealidad que incluyen Slag Wars, Hot Haus e Iconic Justice.

## Carrera
En 2021, recibió reconocimiento internacional cuando Lady Gaga leyó una sentida carta de Monet en el escenario, en la que confesaba que la música de Gaga la ayudó a superar la depresión.
En 2022, Playback anunció que OutTV renovó Hot Haus, en la que Monet es jueza a tiempo completo, para una segunda temporada.
Actualmente Monet reside en Miami, Florida, donde actúa regularmente en el Palace Bar.

## Filmografía

### Televisión
| Año       | Título                        | Papel              | Notas       |
| --------- | ----------------------------- | ------------------ | ----------- |
| 2020      | Slag Wars: The Next Destroyer | Ella misma         | 4 episodios |
| 2021-2023 | Iconic Justice                | Reportera judicial | 6 episodios |
| 2022      | Hot Haus                      | Ella misma         |             |
| 2022-2023 | F*cking Smart                 | Ella misma         | 2 episodios |
| 2023      | Miami Dolls                   | Ella misma         | 1 episodio  |